# Maple
Maple je počítačový software patřící do skupiny programů CAS, tedy Computer Algebra Systems. Je to program pracující se symbolickými výrazy pro numerické výpočty. Může být používán jako nástroj pro výpočty a také jako programovací jazyk, zčásti
podobný Pascalu.

## Historie
Tento počítačový program byl vytvořen společností Waterloo Maple Inc., která byla založena v roce 1984. V současné době Maplesoft (Waterloo Maple Inc., http://www.maplesoft.com) vyrábí a prodává celou řadu softwarových produktů, zaměřených na složité matematické výpočty, vizualizace dat a modelování.
První koncept Maple a počáteční verze byly vyvinuty na Universitě Waterloo na začátku roku 1980.
V roce 1990 bylo zavedeno první grafické uživatelské rozhraní pro Windows V. V roce 2003 bylo zavedeno "standardní" uživatelské rozhraní Java verze 9. V roce 2005 přichází verze Maple 10 s "režimem dokumentu" jako součást uživatelského rozhraní. V roce 2007 je zavedena verze Maple 11. Vylepšené “Smart Document” prostředí s cílem usnadnit učení ivatelského rozhraní křivky.
V roce 2008 přichází verze Maple 12 s dalším vylepšením uživatelského rozhraní, parcelování grafů, databází, CAD systémů a novými formami konektivity s Matlab. Tato novější verze zlepšuje a zvyšuje výpočetní a matematické nástroje pro procesy řešení problémů.

## Vlastnosti
Systém Maple je určen pro symbolické výpočty, má zázemí pro numerické řešení diferenciálních rovnic a hledání integrálů. Má také pokročilé grafické funkce. Možnosti pro využití programu Maple při výuce jsou obrovské a jeho pořízení do školy může být velmi přínosné. Lze ho využít pro výuku analytické geometrie, také v diferenciálním a integrálním počtu, ve výuce posloupností a řad, algebry a v dalších částech matematiky.
Pomocí Maple softwaru můžete vytvořit silné interaktivní dokumenty. Můžete vizualizovat a animovat problémy ve dvou a třech rozměrech. Můžete řešit složité problémy s jednoduchým “point-and-click” rozhraní nebo snadno upravovat interaktivní dokumenty. Můžete také vypracovat vlastní řešení pomocí programovacího jazyka Maple.

## Znaková sada
Znaková sada Maple se skládá z písmen, číslic a speciálních znaků.
Skladba písmen:
- 26 malých písmen
a b c d e f g h i j k l m n o p q r s t u v w x y z
- 26 velkých písmen
A B C D E F G H I J K L M N O P Q R S T U V W X Y Z
- 10 číslic
0, 1, 2, 3, 4, 5, 6, 7, 8, 9

K dispozici je také 32 speciálních znaků, které jsou uvedeny v tabulce níže.
| ' ' mezera    | '(' levá závorka          |
| ';' středník  | ')' pravá závorka         |
| ':' dvojtečka | '[' levá hranatá závorka  |
| '+' plus      | ']' pravá hranatá závorka |
| '-' minus     | '{' levá složená závorka  |
| '*' hvězdička | '}' prává složená závorka |
| '/' lomítko   | '`' levý apostrof         |
| '^' stříška   | ' pravý apostrof          |
| '!' vykřičník | '"' dvojité uvozovky      |
| '=' rovnítko  | '\|' svislá čára          |
| '<' méně než  | '&' ampersand             |
| '>' větší než | '_' podtržítko            |
| '@' zavináč   | '%' procento              |
| '$' dolar     | '\' zpětné lomítko        |
| ',' perioda   | '#' křížek                |
| ',' čárka     | '?' otazník               |

## Ukázkový kód

### Řešení rovnic a nerovností
Pro řešení rovnice v Maple je univerzální příkaz solve(eq, x), kde eq - rovnice, x - proměnná. Příklad řešení rovnice:
```
solve
(
a
*
x
^
2
 
-
 
b
*
x
 
-
 
c
 
=
 
0
,
 
x
);

```

Příklad řešení nerovnosti:
```
solve
(
25
*
x
 
>
 
20
*
x
 
-
 
15
,
 
x
);

```

Pro numerické řešení rovnice je funkce fsolve (ekv, x). Příklad:
```
fsolve
(
x
^
4
 
-
 
2
*
x
 
+
 
6
 
=
 
0
,
 
x
);

```

### Vykreslení grafu funkce
Pro vykreslení grafu funkce f (x), použijte příkaz plot (f (x), x = a..b, y = c..d, P), kde p - parametry kontroly obrazu. Příklad:
```
plot
(
x
^
3
,
 
x
 
=
 
-
4..4
,
 
color
=
"green"
);

```

Graf f (x, y), lze zkonstruovat použitím plot3d (f (x, y), x = a..b, y = c..d, p), kde p - parametr kontroly obrazu. Příklad:
Následující kód vypočítá řešení lineární diferenciální rovnice
```
plot3d
(
sin
(
x
)
+
sin
(
y
),
 
x
 
=
 
-
4
 
..
 
4
,
 
y
 
=
 
-
4
 
..
 
4
);

```